# Nissan Stadium, Yokohama
International Stadium Yokohama, även känd som Nissan Stadium, är en evenemangs- och idrottsarena för fotboll, rugby, friidrott och stora konserter för världsartister i Yokohama i Japan.

## Evenemang
- Finalen i VM i fotboll 2002
- Finalen i VM i rugby 2019
- Interkontinentala cupen 2001-2004
- Finalen i Världsmästerskapet i fotboll för klubblag 2005-2008, 2011-2012
- Finalen i Damernas turnering i fotboll vid olympiska sommarspelen 2020